# ドラマカフェ
ドラマカフェは東海テレビ放送で2011年9月30日まで月曜日から金曜日の14:05 - 15:51（JST）に放送されていた、フジテレビ系列のドラマの再放送枠。

## 概要
主に放送されるドラマは、火曜10時ドラマや水曜劇場、木曜劇場など15時54分から放送されるドラマ再放送枠ヤングドラマセレクションとは世代層の違うドラマを再放送している。
この枠で放送されるドラマは、基本的にフジテレビ系列で夜に放送されるドラマが多いが、稀に東海テレビ制作昼の帯ドラマといった昼ドラや、天国の階段や私の名前はキム・サムスンといった韓国で制作されたドラマも放送されることもある。
2009年6月までは、本放送では16:9のハイビジョン放送された最近のドラマも、4:3のSD放送となっていた。(時折、16:9のHD画質で放送されることもあった。その場合、地上アナログ放送ではレターボックスで放送されていた。)

## 頻繁に放送される作品
- 私を旅館に連れてって
- ルーキー!
- 大奥